# Cormaranche-en-Bugey
Cormaranche-en-Bugey korábbi község (település) Franciaországban, Ain megyében. 2019. január 1-jén Hauteville-Lompnes, Hostiaz és Thézillieu községekkel egyesült és delegált községként Plateau d'Hauteville új község része lett.
Lakosainak száma 829 fő (2018. január 1.). Cormaranche-en-Bugey Hauteville-Lompnes, Lompnieu, Sutrieu és Thézillieu községekkel határos.

## Népesség
A település népességének változása:
| Lakosok száma | 540  | 472  | 593  | 726  | 835  | 828  | 801  | 814  | 822  | 829  |
|               | 1968 | 1975 | 1982 | 1999 | 2006 | 2011 | 2013 | 2016 | 2017 | 2018 |